# Karl Schorn
Karl Schorn ( nacido el 16 de octubre de 1803 en Düsseldorf , fallecido el 7 de octubre de 1850 en Munich ) fue un pintor y ajedrecista alemán.

## Biografía
Schorn fue sobrino del historiador y profesor Johann Karl Ludwig Schorn (1793-1842). Estudió en la Academia de Bellas Artes de Düsseldorf , a continuación, desde 1824 hasta 1827, tras trasladarse a París, estudió con Antoine-Jean Gros e Jean Auguste Dominique Ingres, y posteriormente se traslada a Munich con Peter von Cornelius, y por último recibe las enseñanzas de Heinrich Maria von Hess. En 1832 se traslada a Berlín. Finalmente, tras un viaje de estudios a Italia Schorn volvió a principios de 1840 a Munich. El cénit de su carrera llegó al ser nombrado profesor en 1847 de la Academia de Bellas Artes de Múnich.
Sus obras más importantes como pintor incluyen Pigmalión y Maria Stuart und Riccio, entre otras obras.
Karl Schorn era hermano de los pintores Ferdinand von Piloty y Ferdinand von Piloty.

## Contribución al Ajedrez
En Berlín pasó a formar parte entre 1836 y 1840 de la Escuela de Berlín, publicando un trabajo básico de análisis en el campo del Ajedrez.